# Adresshaus Berlin
Das Adresshaus war ein 1689 in Berlin gegründetes Büro für Kommissionshandel und Arbeitsvermittlung, das später in erster Linie ein Pfandhaus war und bis 1834 bestand.

## Geschichte

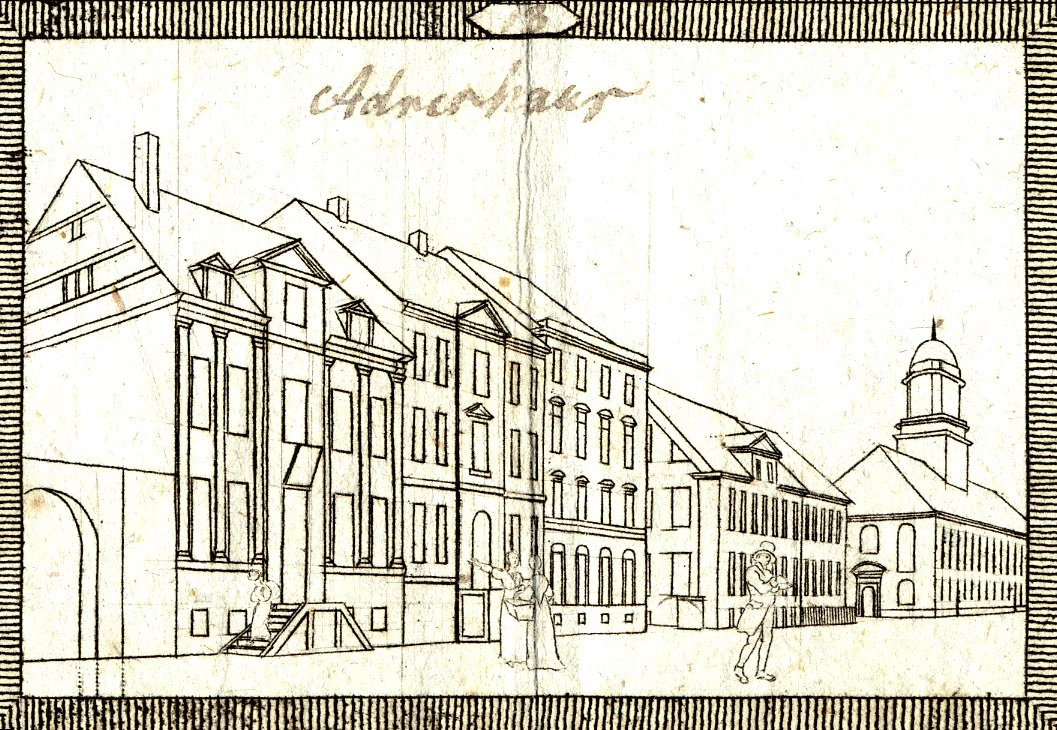
Adresshaus in Berlin, Kurstraße 1–3 im Jahr 1820.
Lithografie von Gottfried Arnold Lehmann

Der nach Berlin emigrierte Hugenotte Pierre Vouchard erhielt von Kurfürst Friedrich III. die Bewilligung zur Gründung eines Adressbüros, das Kommissionshandel und Arbeitsvermittlung betreiben sollte. Kleidung, Schmuck und sonstige Waren konnten in Kommission gegeben werden und wurden vom Büro öffentlich versteigert. Fünf Prozent des Verkaufspreises verblieben dem Büro als Kommission. Außerdem wurde Arbeitsvermittlung für Dienstboten und Dienstbotinnen angeboten. Da Pierre Vouchard auf einer Reise in die Schweiz gewaltsam zu Tode kam, erhielt sein Sohn Jacob Vouchard die Genehmigung zur Gründung des Büros. Dieser mietete ein Haus in der Brüderstraße. Da die Geschäfte sehr schlecht liefen, wurde Vouchard 1691 wegen Unvermögens und vieler Schulden die Leitung entzogen.
1692 übernahm der Kaufmann und Bankier Nicolas Gauguet das Geschäft, das der französischen Gerichtsbarkeit unterstand. Das Adresshaus sollte in erster Linie die Funktion eines Pfandhauses übernehmen, aber auch Maklerdienste bei Verkauf und Vermietung von Immobilien leisten. Gauguet starb am 1. Mai 1695. Zu seinem Nachfolger wurde Robert Jacobé bestimmt, der aus Vitry stammte. 1699 wurde dieser jedoch wieder entlassen. Neuer Leiter wurden Daniel de Persy (Percy) und Jean Palmié (Palmier), die dazu verpflichtet wurden auch Arbeitsvermittlung zu betreiben. Nach Percys Tod 1716 wurde Palmier alleiniger Direktor. Das Adresshaus zog in das französische Rathaus am Werder. Im April 1740 trat Palmier von seinem Amt zurück. Ihm folgte seine Tochter und deren Mann Charles Humbert. Das Adresshaus wurde in Humberts Haus in der Kurstraße verlegt. Charles Humbert starb 1752. Nachfolger wurde sein Sohn Jean-Charles. Das Adresshaus blieb im Besitz der Familie Humbert.
1781 bestätigte Friedrich II. noch einmal die französische Zuständigkeit für die Pfandleihe, deren Gewinne traditionell vor allem an das französische Waisenhaus und später auch an das französische Gymnasium gingen. 1793 firmierte Daniel-Charles Humbert als Direktor. Zur Erbengemeinschaft zählten noch Paul Humbert sowie die aus der Familie stammenden Frauen Bocquet und Delprut. 1829/34 wurde das Adresshaus liquidiert und das königliche Leihamt eingerichtet. Das alte Adresshaus wurde 1870 für die Erweiterung der Reichsbank abgerissen.